# Iojib
Iojib (węg. Józsefháza) – wieś w Rumunii, w okręgu Satu Mare, w gminie Medieșu Aurit. W 2011 roku liczyła 1131 mieszkańców. 